# Jonas Valančiūnas
Jonas Valančiūnas (Utena, 6 maggio 1992) è un cestista lituano, professionista nella NBA con i Denver Nuggets.

## NBA
Il 24 giugno 2011 viene selezionato come scelta numero 5 assoluta del draft NBA dai Toronto Raptors. Il 18 luglio 2012 firma un contratto con i Toronto Raptors fino alla stagione 2013-2014.
Ha fatto il suo debutto in NBA il 31 ottobre 2012, durante una partita contro gli Indiana Pacers. Ha registrato 12 punti e 10 rimbalzi in 23 minuti da titolare, diventando il primo rookie dei Raptors dai tempi di Damon Stoudamire (1995) a registrare una doppia doppia nella sua prima partita. Il 5 aprile 2013, Valančiūnas è stato nominato Rookie of the Month della Eastern Conference per le partite giocate a marzo. Si è classificato al primo posto tra i rookie della Eastern Conference in media a partita in rimbalzi (7,3), stoppate (1,07) e percentuale di field goal (0,620). Si è anche classificato secondo nella percentuale di tiri liberi (0.822) e quarto nel punteggio (11,4 punti a partita), raggiungendo la doppia cifra in punti in 11 delle sue ultime 12 partite dal 6 al 31 marzo.
Il 22 luglio 2013 è stato nominato MVP della Las Vegas Summer League diventando il primo non americano a vincere il premio dopo aver mantenuto una media di 19 punti e 10 rimbalzi in quattro partite.
Il 27 dicembre 2013 ha fatto registrare un record di 18 rimbalzi in carriera in una vittoria per 95-83 sui New York Knicks. Il 9 aprile 2014, ha segnato 26 punti, record fino ad allora in carriera, nella vittoria per 125-114 sui Philadelphia 76ers. Due giorni dopo, ha registrato un record di 21 rimbalzi in carriera nella sconfitta per 108-100 contro i New York Knicks. I raptors sono finiti terzi nella East Conference nel 2013-14 e hanno affrontato la sesta classificata, i Brooklyn Nets, nel primo turno dei playoff. In Gara 1 della serie, Valančiūnas ha registrato 17 punti e 18 rimbalzi, superando il record di franchigia di rimbalzi in una singola partita di playoff, precedentemente appartenuto a Keon Clark. Valančiūnas è diventato anche il secondo Raptor in assoluto a registrare una doppia doppia al suo debutto nei playoff; ll primo è stato Tracy McGrady. I Raptors hanno poi perso la serie 4–3.
Il 31 gennaio 2015 ha segnato 31 punti, record in carriera, in una sconfitta per 114-111 contro i Detroit Pistons. Valančiūnas ha concluso la stagione 2014-15 con una percentuale di tiro del 51,3%, che gli è valsa il secondo posto in NBA dietro al collega lituano Donatas Motiejūnas degli Houston Rockets, con il 53,4%.  Valančiūnas si è classificato secondo nella categoria della percentuale di field goal durante la stagione 2014-15.
Il 20 agosto 2015 ha firmato un'estensione del contratto quadriennale da 64 milioni di dollari con i Raptors.  Prima dell'inizio della stagione 2015-16 , Valančiūnas è stato nominato il 57esimo (su 400) miglior giocatore del campionato da ESPN, risalendo di 34 posizioni rispetto alla stagione precedente quando si era classificato 91esimo. Il 22 novembre 2015 è stato escluso per sei settimane per una frattura alla mano sinistra. È tornato in campo il 28 dicembre contro i Chicago Bulls dopo aver saltato 17 partite a causa dell'infortunio.  Il 10 marzo 2016, in una vittoria contro gli Atlanta Hawks, ha registrato 10 punti e 10 rimbalzi, la sua 16ª partita consecutiva record in doppia cifra e la sua 16ª doppia doppia della stagione. Il record di doppie doppie consecutive si ferma dopo 17 partite dopo essersi nuovamente infortunato alla mano sinistra il 14 marzo contro i Chicago Bulls, lasciando la partita con 2:25 rimanenti nel primo quarto e non è tornato.
Il 30 marzo 2016 ha fatto registrare 19 punti e 9 rimbalzi in una vittoria per 105-97 sugli Atlanta Hawks, aiutando i Raptors a registrare una stagione da 50 vittorie per la prima volta nella storia della franchigia. Il 1º aprile, ha registrato 11 punti, 14 rimbalzi e sette stoppate migliori in carriera in una vittoria per 99-95 sui Memphis Grizzlies. I Raptors hanno concluso la stagione regolare al secondo posto a Est con un record di 56–26.
In gara-1 della serie di play-off del primo turno dei Raptors contro la settima testa di serie, gli Indiana Pacers, ha stabilito un record di franchigia nei play-off con 19 rimbalzi, superando il proprio record stabilito nel 2014. In gara-2 della serie ha fatto registrare 23 punti e 15 rimbalzi in una vittoria per 98-87, pareggiando la serie a 1–1.  I Raptors hanno vinto la serie 4–3. Nel secondo turno, i Raptors hanno affrontato i Miami Heat, ma in gara-3 della serie, Valančiūnas è caduto con una distorsione alla caviglia destra. Successivamente ha saltato otto partite consecutive, tornando in azione in Gara 5 delle finali della Eastern Conference contro i Cleveland Cavaliers. I Raptors hanno perso contro i Cavaliers in gara-6, concludendo la serie con un passivo di 4-2.
Nell'apertura della stagione dei Raptors il 26 ottobre 2016 ha fatto registrare un record di 32 punti e 11 rimbalzi in carriera in una vittoria per 109-91 sui Detroit Pistons. Il 10 gennaio 2017, Valančiūnas ha ottenuto un record di 23 rimbalzi in carriera per andare con 18 punti in una vittoria per 114-106 sui Boston Celtics. Il 31 marzo 2017, Valančiūnas ha fatto la storia della squadra nel terzo quarto della vittoria per 111-100 dei Raptors sugli Indiana Pacers. Ha catturato 13 dei suoi 17 rimbalzi in un singolo quarto, stabilendo un record di franchigia. Ha anche ottenuto 16 punti per la sua 28ª doppia doppia della stagione, leader della squadra. Ha anche stabilito un record in carriera durante il match, superando i 714 rimbalzi che ha ottenuto nella stagione 2013-14.
L'11 gennaio 2018 ha fatto registrare 15 punti e 18 rimbalzi, il massimo della stagione, in una vittoria per 133-99 sui Cavaliers. Il 17 gennaio 2018, ha ottenuto il record stagionale di 28 punti e 14 rimbalzi in una sconfitta per 97-93 contro lo Utah Jazz. In Gara 2 della serie di playoff del primo turno dei Raptors contro i Washington Wizards, Valančiūnas ha segnato 19 punti e 14 rimbalzi, mentre Toronto ha preso da un iniziale vantaggio di 2-0 in una serie di playoff per la prima volta nella storia della franchigia con un 130 –119 vittoria. Era la sua dodicesima doppia doppia nei playoff, eguagliando Anthony Davis, un record nella storia dei Raptors. Ha stabilito il record di doppia-doppia dei playoff dei Raptors in gara 5 con 14 punti e 13 rimbalzi. I Raptors hanno vinto la serie in sei partite per passare al secondo turno. In Gara 1 della serie del secondo turno dei Raptors contro i Cleveland Cavaliers, Valančiūnas ha registrato 21 punti e 21 rimbalzi in una sconfitta per 113-112 all'overtime. Ha segnato la migliore prestazione di doppia-doppia di un giocatore dei Raptors nella storia dei playoff della franchigia. I Raptors furono sconfitti dai Cavaliers per il secondo anno consecutivo.
Il 21 novembre 2018 ha ottenuto il massimo stagionale di 24 punti e 13 rimbalzi in una vittoria per 124-108 sugli Atlanta Hawks. Il 13 dicembre è stata annunciata la sua esclusione dai campi per almeno quattro settimane dopo aver subito un intervento chirurgico al pollice sinistro lussato, un infortunio riportato la notte precedente contro i Golden State Warriors.
Il 7 febbraio 2019 è stato ceduto, insieme a C.J. Miles, Delon Wright e una scelta del secondo giro del Draft NBA 2024, ai Memphis Grizzlies in cambio di Marc Gasol. Il 12 febbraio, dopo essere stato autorizzato dal punto di vista medico a rientrare dall'infortunio al pollice, ha esordito con i Grizzlies, facendo registrare 23 punti e 10 rimbalzi nella sconfitta per 108-107 contro i San Antonio Spurs. Il 20 marzo ha segnato un career-high di 33 punti e ha ottenuto 15 rimbalzi nella vittoria per 126-125 ai supplementari dei Grizzlies sui Rockets. Due giorni dopo, ha ottenuto 23 punti e 24 rimbalzi in carriera in una sconfitta per 123-119 ai supplementari contro gli Orlando Magic . Ha stabilito il record di franchigia con rimbalzi difensivi in una partita (23), superando Shareef Abdur-Rahim, che ne aveva raccolti 18 per due volte. Il 30 marzo, ha stabilito il suo momentaneo record personale in carriera con 34 punti e 20 rimbalzi (11 offensivi) in una vittoria per 120-115 sui Suns . È stata la sesta doppia doppia consecutiva, miglior risultato in carriera per Valančiūnas, con la striscia che si è conclusa il giorno successivo contro i Los Angeles Clippers dopo essersi infortunato alla caviglia destra nel terzo quarto. Dal 1º aprile resta fuori per il resto della stagione per una distorsione alla caviglia destra di II grado.
L'11 luglio 2019 ha firmato un contratto triennale da 45 milioni di dollari con i Memphis Grizzlies.  Il 28 febbraio 2020, Valančiūnas ha migliorato il suo record in carriera catturando 25 rimbalzi (6 offensivi) nella sconfitta per 101-104 contro i Sacramento Kings. Il 29 febbraio 2020, ha fatto registrare 22 punti e 20 rimbalzi e migliorato il record del club dei Grizzlies (45 rimbalzi) per il maggior numero di rimbalzi in due partite consecutive (in precedenza il record apparteneva a Zach Randolph con 42 rimbalzi nel 2009), aiutando la sua squadra a battere i leader della Western Conference, i Los Angeles Lakers 105-88. Il 13 agosto 2020, Valančiūnas ha ottenuto la prima tripla doppia della sua carriera: 26 punti (di cui 2/3 da tre punti), 19 rimbalzi, 12 assist e ha portato la sua squadra a una vittoria cruciale, che ha assicurato la possibilità di giocare nei playoff NBA 2020, contro i leader della Eastern Conference Milwaukee Bucks.
Il 10 marzo 2021 ha segnato una doppia doppia con 29 punti e 20 rimbalzi insieme a 4 stoppate in una vittoria per 127-112 sui Washington Wizards, diventando il primo giocatore nella storia della franchigia a segnare almeno 25 punti, 20 rimbalzi e 4 stoppate in un match. Il 10 aprile ha pareggiato il record di 34 punti, insieme a 22 rimbalzi, in una sconfitta per 132-125 contro gli Indiana Pacers. Due giorni dopo fa registrare il record di franchigia, la quindicesima doppia doppia consecutiva con 26 punti e 14 rimbalzi, guidando i Memphis Grizzlies oltre i Chicago Bulls per 101-90. La sua striscia da record di doppie doppie ha superato il record stabilito da Zach Randolph nel gennaio 2011.
l 7 agosto 2021 è stato ceduto ai New Orleans Pelicans per Eric Bledsoe, Steven Adams e una scelta protetta al primo turno del draft 2022. Il 20 ottobre, Valančiūnas ha firmato un'estensione del contratto di due anni da 30 milioni di dollari con i New Orleans Pelicans. Il 29 novembre, Valančiūnas ha registrato un record di 39 punti, con sette tiri da tre realizzati, insieme a 15 rimbalzi, nella vittoria per 123-104 sui Los Angeles Clippers.
Il 30 giugno 2024 firma un contratto triennale da 30 milioni di dollari con i Washington Wizards.

## Nazionale
Dopo essersi laureato campione d'Europa Under-16 e Under-18, nel 2011 diventa campione del mondo con la propria nazionale U19, conseguendo il titolo di MVP della competizione.

## Statistiche
| * | Primo nella lega |

### NBA

#### Regular Season
| Anno      | Squadra           | PG  | PT  | MP   | TC%  | 3P%  | TL%  | RP   | AP  | PRP | SP  | PP   |
| --------- | ----------------- | --- | --- | ---- | ---- | ---- | ---- | ---- | --- | --- | --- | ---- |
| 2012-2013 | Toronto Raptors   | 62  | 57  | 23,9 | 55,7 | -    | 78,9 | 6,0  | 0,7 | 0,3 | 1,3 | 8,9  |
| 2013-2014 | Toronto Raptors   | 81  | 81  | 28,2 | 53,1 | 0,0  | 76,2 | 8,8  | 0,7 | 0,3 | 0,9 | 11,3 |
| 2014-2015 | Toronto Raptors   | 80  | 80  | 26,2 | 57,2 | 0,0  | 78,6 | 8,7  | 0,5 | 0,4 | 1,2 | 12,0 |
| 2015-2016 | Toronto Raptors   | 60  | 59  | 26,0 | 56,5 | -    | 76,1 | 9,1  | 0,7 | 0,4 | 1,3 | 12,8 |
| 2016-2017 | Toronto Raptors   | 80  | 80  | 25,8 | 55,7 | 50,0 | 81,1 | 9,5  | 0,7 | 0,5 | 0,8 | 12,0 |
| 2017-2018 | Toronto Raptors   | 77  | 77  | 22,4 | 56,8 | 40,5 | 80,6 | 8,6  | 1,1 | 0,4 | 0,9 | 12,7 |
| 2018-2019 | Toronto Raptors   | 30  | 10  | 18,8 | 57,5 | 30,0 | 81,9 | 7,2  | 1,0 | 0,4 | 0,8 | 12,8 |
| 2018-2019 | Memphis Grizzlies | 19  | 17  | 27,7 | 54,5 | 27,8 | 76,9 | 10,7 | 2,2 | 0,3 | 1,6 | 19,9 |
| 2019-2020 | Memphis Grizzlies | 70  | 70  | 26,4 | 58,5 | 35,2 | 74,0 | 11,3 | 1,9 | 0,4 | 1,1 | 14,9 |
| 2020-2021 | Memphis Grizzlies | 62  | 61  | 28,3 | 59,2 | 36,8 | 77,3 | 12,5 | 1,8 | 0,6 | 0,9 | 17,1 |
| 2021-2022 | N.O. Pelicans     | 74  | 74  | 30,3 | 54,4 | 36,1 | 82,0 | 11,4 | 2,6 | 0,6 | 0,8 | 17,8 |
| 2022-2023 | N.O. Pelicans     | 79  | 79  | 24,9 | 54,7 | 34,9 | 82,6 | 10,2 | 1,8 | 0,3 | 0,7 | 14,1 |
| 2023-2024 | N.O. Pelicans     | 82  | 82  | 23,5 | 55,9 | 30,8 | 78,5 | 8,8  | 2,1 | 0,4 | 0,8 | 12,2 |
| 2024-2025 | Wash. Wizards     | 49  | 12  | 20,1 | 54,7 | 25,9 | 89,6 | 8,2  | 2,2 | 0,4 | 0,6 | 11,5 |
| 2024-2025 | Sacramento Kings  | 32  | 9   | 16,9 | 55,6 | 10,0 | 84,7 | 7,0  | 1,8 | 0,5 | 0,6 | 8,7  |
| Carriera  | Carriera          | 937 | 848 | 25,1 | 56,0 | 34,1 | 79,4 | 9,3  | 1,4 | 0,4 | 0,9 | 13,1 |

#### Play-off
| Anno     | Squadra           | PG | PT | MP   | TC%  | 3P%  | TL%  | RP    | AP  | PRP | SP  | PP   |
| -------- | ----------------- | -- | -- | ---- | ---- | ---- | ---- | ----- | --- | --- | --- | ---- |
| 2014     | Toronto Raptors   | 7  | 7  | 28,6 | 63,3 | -    | 63,6 | 9,7   | 0,3 | 0,0 | 1,0 | 10,9 |
| 2015     | Toronto Raptors   | 4  | 4  | 26,5 | 50,0 | -    | 87,5 | 9,3   | 0,5 | 0,5 | 0,3 | 11,3 |
| 2016     | Toronto Raptors   | 12 | 10 | 26,8 | 56,7 | -    | 74,4 | 10,8  | 0,9 | 0,8 | 1,2 | 13,8 |
| 2017     | Toronto Raptors   | 10 | 6  | 22,6 | 54,3 | 0,0  | 72,7 | 6,7   | 0,2 | 0,2 | 0,6 | 11,2 |
| 2018     | Toronto Raptors   | 10 | 9  | 24,4 | 54,2 | 40,0 | 82,4 | 10,5  | 1,2 | 0,4 | 1,5 | 14,6 |
| 2021     | Memphis Grizzlies | 5  | 5  | 33,2 | 56,9 | 25,0 | 87,5 | 9,8   | 2,6 | 0,6 | 0,6 | 15,0 |
| 2022     | N.O. Pelicans     | 6  | 6  | 29,2 | 48,5 | 16,7 | 76,9 | 14,3* | 3,0 | 0,7 | 0,2 | 14,5 |
| 2024     | N.O. Pelicans     | 4  | 4  | 22,5 | 52,4 | 0,0  | 82,4 | 11,0  | 1,3 | 0,5 | 0,0 | 14,5 |
| Carriera | Carriera          | 58 | 51 | 26,3 | 54,7 | 23,8 | 76,5 | 10,1  | 1,1 | 0,5 | 0,8 | 13,2 |

#### Massimi in carriera
- Massimo di punti: 39 vs Los Angeles Clippers (29 novembre 2021)[3]
- Massimo di rimbalzi: 25 (2 volte)
- Massimo di assist: 12 vs Milwaukee Bucks (13 agosto 2020)
- Massimo di palle rubate: 4 vs Portland Trail Blazers (30 marzo 2022)
- Massimo di stoppate: 7 vs Memphis Grizzlies (1º aprile 2016)
- Massimo di minuti giocati: 45 vs Oklahoma City Thunder (21 marzo 2014)

## Palmarès

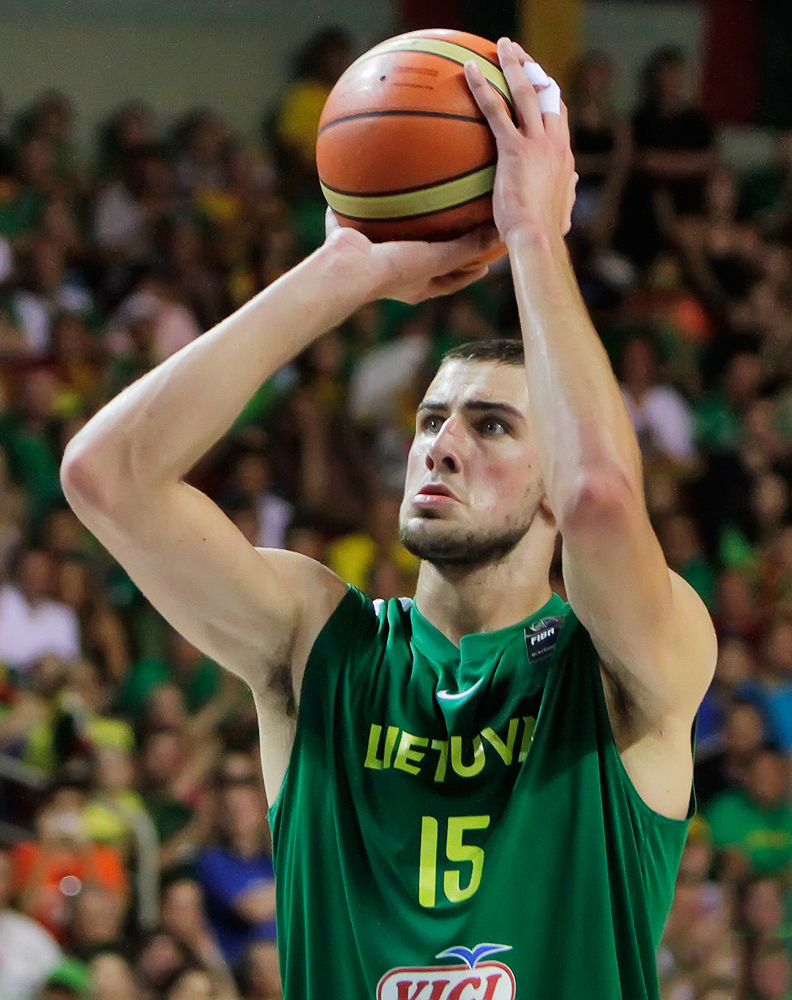
Valančiūnas con la maglia della nazionale lituana nel 2011

### Squadra
- Campionato lituano: 1

Lietuvos rytas: 2009-10

### Club
- ULEB Eurocup Rising Star: 1

Lietuvos rytas: 2011-12
- All-ULEB Eurocup First Team: 1

Lietuvos rytas: 2011-12
- FIBA Europe Young Men's Player of the Year Award: 2

2011, 2012
- NBA All-Rookie Second Team (2013)
- MVP Campionato mondiale maschile di pallacanestro Under-19 2011
- FIBA World Cup All-Tournament Second Teams: 1

2023